# Fridericia maculatiformis
Fridericia maculatiformis är en ringmaskart som beskrevs av Dózsa-Farkas 1972. Fridericia maculatiformis ingår i släktet Fridericia, och familjen småringmaskar. Arten är reproducerande i Sverige.